# Xã Oxford, Quận Isanti, Minnesota
Xã Oxford (tiếng Anh: Oxford Township) là một xã thuộc quận Isanti, tiểu bang Minnesota, Hoa Kỳ. Năm 2010, dân số của xã này là 888 người.